# 馬克·揚科
馬克·真高（德語：Marc Janko，1983年6月25日—），奧地利足球運動員。在2008-09賽季，他攻入了高達39個進球，協助薩爾茨堡紅牛獲得奧超冠軍，他也因此成為該賽季歐洲各聯賽的進球數第二多的球員。2014–2015賽季，他效力于澳洲職業聯賽球隊FC悉尼。